# Liste der Baudenkmale in Clyde
Die Liste der Baudenkmale in Clyde umfasst alle vom New Zealand Historic Places Trust (NZHPT) als „Historic Place“ oder „Historic Area“ eingestuften Baudenkmale und Flächendenkmale der neuseeländischen Ortschaft Clyde. Die Angaben stammen aus dem Register des NZHPT. Die Bezeichnungen der Baudenkmale orientieren sich an diesem Register. In die Liste werden auch bekannte Wahi Tapu (Area), kulturell und religiös bedeutsame Stätten und Gebiete der Māori, aufgenommen. Sie werden jedoch meist nicht publiziert.

| Bild           | Bezeichnung                                 | Ort   | Anschrift                                                      | Beschreibung                                         | Bauzeit           | Eintrag        | Nummer | Kat. |
| -------------- | ------------------------------------------- | ----- | -------------------------------------------------------------- | ---------------------------------------------------- | ----------------- | -------------- | ------ | ---- |
| weitere Bilder | Oliver's Restaurant and Lodge Complex       | Clyde | 28-36 Sunderland Street, Naylor Street und Frache Street Karte | Hotel und Restaurant, ehem. Laden mit Nebengebäuden, | 1869 (ca.) – 1870 | 1. Juli 1993   | 5187   | 1    |
| weitere Bilder | Clyde Courthouse                            | Clyde | 7 Blyth Street Karte                                           | ehemaliges Gerichtsgebäude von Clyde                 | 1864              | 24. Juni 2004  | 2379   | 2    |
| weitere Bilder | Clyde Post Office                           | Clyde | 4 Blyth Street Karte                                           | Postamt, ehemaliges                                  | 1900              | 24. Juni 2005  | 2384   | 2    |
| weitere Bilder | Commercial Hotel                            | Clyde | 35 Sunderland Street                                           | Hotel, ehemaliges                                    | 1903              | 24. Juni 2005  | 2369   | 2    |
| weitere Bilder | Dunstan Hotel                               | Clyde | 29 Sunderland Street Karte                                     | ehemaliges Hotel                                     | 1900 (ca.)        | 24. Mai 2005   | 2368   | 2    |
| weitere Bilder | Dunstan Lodge and Athenaeum                 | Clyde | 26 Sunderland Street Karte                                     | Bibliothek und Freimaurerloge                        | 1869              | 19. April 1990 | 2367   | 2    |
| weitere Bilder | Earnscleugh Bridge                          | Clyde | Fruitgrowers Road Karte                                        | Brücke über den Clutha River/Mata-Au                 | 1876              | 24. März 2006  | 2370   | 2    |
| weitere Bilder | Clyde Railway Station (Former)              | Clyde | Fraser Street Karte                                            | Bahnhof, ehemaliger                                  | 1907              | 27. Juni 1997  | 7391   | 2    |
| weitere Bilder | St Michael and All Angels Church (Anglican) | Clyde | 8 Matau Street Karte                                           | Kirche, katholische                                  | 1877              | 24. Juni 2005  | 2386   | 2    |
| weitere Bilder | St Dunstan's Church (Catholic)              | Clyde | 61 Sunderland Street und Fraser Street Karte                   | Kirche, katholische                                  | 1869              | 24. Juni 2005  | 2387   | 2    |